# Devaughn Elliott
Devaughn Omari Elliott (28 ottobre 1991) è un calciatore nevisiano, centrocampista del Newtown Utd e della nazionale nevisiana.

## Carriera

### Club
Gioca dal 2008 al 2009 al Washington Archibald. Nel 2009 passa al Village Superstars. Nel 2010, dopo una breve esperienza al Positive Vibes, torna al Village Superstars. Nel 2013 viene acquistato dal W Connection. Nell'estate 2015 si trasferisce al Pasaquina. Nel gennaio 2016 passa al Murciélagos. Nel gennaio 2017 viene acquistato dal Pittsburgh Riverhounds.

### Nazionale
Debutta in Nazionale il 16 agosto 2009, in Saint Kitts e Nevis-Giamaica. Mette a segno la sua prima rete con la maglia della Nazionale l'8 ottobre 2014, in Barbados-Saint Kitts e Nevis.